# Михаил Краснодеревщик
Михаи́л Его́ров (род. 2 ноября 1982 года, Москва), известный как Михаи́л Краснодере́вщик — российский рэп- и хип-хоп исполнитель, автор песен, музыкант, основатель и участник группы «Красное Дерево», образованной в 2001 году и состоявшей из двух человек — самого Михаила Егорова и его деда Молчаливого Дмитрича (Михаил Дмитриевич Чигашков), голос которого так и не был ни разу записан. Позднее в группу вошёл Тюха, бывший участник группы «Многоточие».
Как участник рэп-семьи «Dots Family» и представитель лейбла «Dots Family Records», неоднократно принимал участие в сборниках под названием «Хип-Хоп Квартал».

## Биография
Родился 2 ноября 1982 года в Москве, рос без отца. Начал писать стихи в раннем детстве. После окончания школы три раза поступал в институт и в самом начале учебного года бросал учёбу. В 1994 году участвовал в движении «M.A.D. D.O.G.». Первый опыт в речитативе получил в команде «Линия жизни», организатором которой был Француз[кто?]. Затем Егоров познакомился с Муком (Александр Ильиных), участником групп «Дерево Жизни» и «Бланж», который в свою очередь, познакомил его с «Ненорм Звуком», в частности с Александром Удутым, Бурым и Барбосом. Впервые под именем «Красного Дерева» издан на сборнике лейбла «Dots Family Records» — «Хип-Хоп Квартал» в 2003 году (бонус-трек «Дрова»).
В конце 2005 года на лейбле DFR вышел первый альбом «Красного Дерева», в создании которого принимали участие Руставели («Многоточие»), Димон («Fat Complex»), Антон Шило («Кровосток») и другие.
В 2007 году, вместе с Руставели, был в составе жюри международного фестиваля «Кофемолка».
В конце того же года в составе коллектива «DotsFam» работал над альбомом «Zombusiness». Релиз был запланирован на осень 2008 года, однако отъезд Нелегала из России в Грузию и начавшийся в августе 2008 вооруженный конфликт в Южной Осетии приостановил работу над альбомом. В начале 2009 года DotsFam вновь приступили к записи «Zombusiness», и уже 15 сентября пластинка вышла в свет. Планировалось снять видеоклип на композицию «Грех и…», а также на сольный трек Краснодеревщика — «Русские идут».
В 2009 году при участии Тюхи Михаил Егоров открыл студию «31 Records». В 2010 году покинул коллектив «DotsFam» и открыл продюсерский центр «Кидок», на котором записал свой второй альбом, но по личным причинам и из-за постоянной перестройки студии выпуск альбома переносился. 6 октября 2011 года Краснодеревщик выпустил альбом под названием «К.И.Д.О.К.», в создании которого приняли участие Вадим Курнулли, АНТОХА MC, Александр Удутый, SHZA (ex-«Сибирский Синдикат») и другие.
1 апреля 2020 года у Красного Дерева вышел альбом-сборник «31FM Vol.1». В него вошли треки, записанные совместно с другими артистами. Среди них SLIMUS, Гио Пика, Весъ, TRUEтень, Гена Гром и другие. Многие песни из релиза ранее были «засвечены» в интернете.

## Музыкальный стиль
Свой стиль «Красное Дерево» называет «остросоциальным непримиримым рагга-шансоном»

## Критика
Деятельность Михаила на музыкальном поприще привлекла внимание отечественных музыкальных журналистов. Так журнал «Афиша» в статье о группе «Красное Дерево» написал, что Михаил Краснодеревщик «самый многообещающий хип-хоп-деятель в стране».
Иван Иоссариан, критик от журнала Billboard, так оценил альбом «Красное Дерево»:

Как и все релизы, выходящие от имени семьи Многоточия, этот альбом вряд ли однозначно можно отнести к традиционному русскому рэпу. С другой стороны, эта работа, наряду с последним альбомом Многоточия «За бесконечность времени», является одним из самых важных моментов в развитии отечественного хип-хопа последних лет.

## Дискография

### Альбомы
- 2005 — «Красное Дерево»
- 2011 — «К.И.Д.О.К.»
- 2019 — «Год Дикой Собаки»
- 2020 — 31FM
- 2022 — «Дал Пять»

#### Совместные альбомы
- 2021 — «Подгон» (совместно с Кравц)
- 2022 — «Кадык» (совместно с TRUEтень)
- 2022 — «Подгон 2» (совместно с Кравц)
- 2024 — «Подгон 3» (совместно с Кравц)

### В составеDots Family
- Fuckt № 1 — 2005
- Zombusiness — 2009

### Микстейпы
- 2012 — Zombusiness и не только

### Клипы
| Год  | Трек               | Режиссёр            | Альбом           |
| ---- | ------------------ | ------------------- | ---------------- |
| 2014 | Бойцовская лига    | WFL                 | Не альбомный     |
| 2018 | Осень 2018         | DMITRY BOROVINSKIKH | Год Дикой Собаки |
| 2019 | Березовый сок      | ?                   | Год Дикой Собаки |
| 2019 | Вечный карантин    | ?                   | Год Дикой Собаки |
| 2023 | Дроны              | SERGEY TKACHENKO    | Не альбомный     |
| 2023 | Отрицательный рост | SERGEY TKACHENKO    | Не альбомный     |
| 2023 | Меня               | SERGEY TKACHENKO    | Не альбомный     |
| 2023 | Моя Москва         | SERGEY TKACHENKO    | Не альбомный     |
| 2023 | Капитан            | SERGEY TKACHENKO    | Не альбомный     |
| 2023 | Ватикан            |                     | Не альбомный     |
| 2024 | Голод              | SERGEY TKACHENKO    | Не альбомный     |
| 2024 | Свой               | SERGEY TKACHENKO    | Не Альбомный     |

### Участия
- «Снова на бит» — «Рыночные отношения»
- «Мусора» — Sqwoz Bab, Эльдар Джарахов

## Награды и номинации
- Композиция «Район, базар и медные трубы» в исполнении «Красного Дерева» совместно с Антохой MC была номинирована в категории «Feat года» на Russian Urban Music Awards 2012[9].